# Horní Slavkov
Horní Slavkov (niem. Schlaggenwald) – miasto w Czechach, w kraju karlowarskim. Według danych z 31 grudnia 2007 powierzchnia miasta wynosiła 3682 ha, a liczba jego mieszkańców 5 503 osób.

## Demografia
| Rok             | 1970  | 1980  | 1991  | 2001  | 2003  |
| --------------- | ----- | ----- | ----- | ----- | ----- |
| Liczba ludności | 5 478 | 6 106 | 6 101 | 5 972 | 5 818 |

Źródło: Czeski Urząd Statystyczny

## Miasta partnerskie
- Sławków
- Arzberg (Bawaria)
- Rosenbach/Vogtl.